# Tenexaco
Tenexaco är en ort i Mexiko.   Den ligger i kommunen Zontecomatlán de López y Fuentes och delstaten Veracruz, i den sydöstra delen av landet, 170 km nordost om huvudstaden Mexico City. Tenexaco ligger 489 meter över havet och antalet invånare är 323.
Terrängen runt Tenexaco är kuperad. Runt Tenexaco är det ganska tätbefolkat, med 80 invånare per kvadratkilometer. Närmaste större samhälle är Xochiatipan de Castillo, 8,1 km norr om Tenexaco. I omgivningarna runt Tenexaco växer huvudsakligen savannskog.